# Moritz Bloch

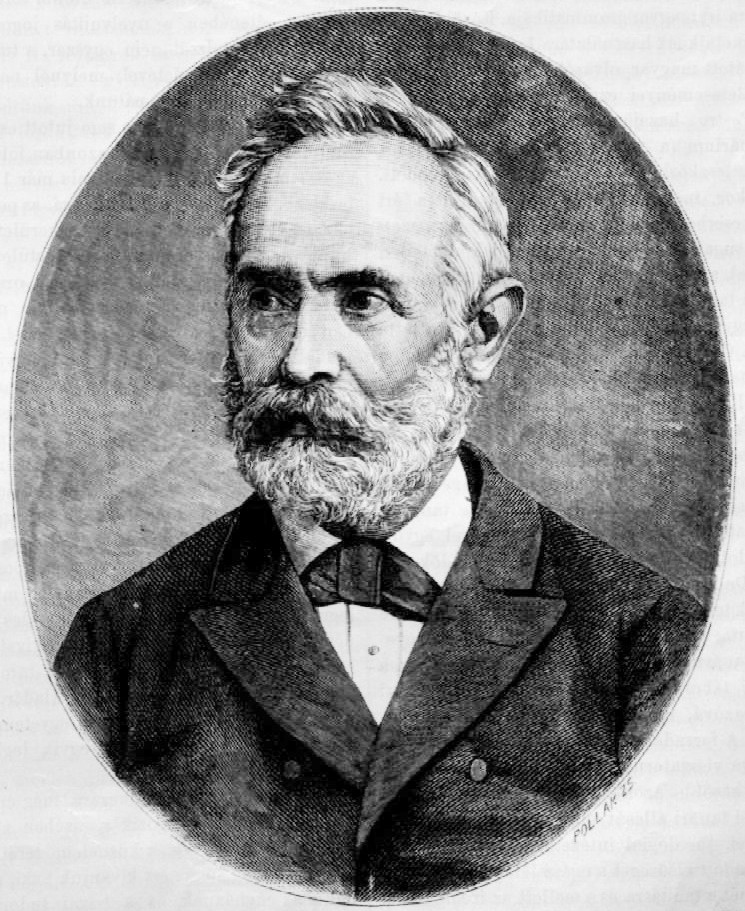
Moritz Bloch, 1885

Moritz Bloch (Mór Ballagi) (* 18. März 1815 in Inócz; † 1. September 1891 in Budapest) war ein ungarischer Sprachforscher und Theologe. Er begann eine ungarische Bibelübersetzung und wurde später protestantisch getaufter Theologieprofessor.